# البطولة الوطنية المجرية 1939–40
البطولة الوطنية المجرية 1939–40 (بالمجرية: 1939–1940-es magyar labdarúgó-bajnokság) هو الموسم 37 من  البطولة الوطنية المجرية. أشرف على تنظيمه اتحاد المجر لكرة القدم، وكان عدد الأندية المشاركة فيه  14، وفاز فيه نادي فيرينتسفاروشي.